# Le Lac-d’Issarlès
Le Lac-d’Issarlès település Franciaországban, Ardèche megyében. Lakosainak száma 251 fő (2022. január 1.). Le Lac-d’Issarlès Le Béage, Cros-de-Géorand, Issarlès, Lachapelle-Graillouse és Saint-Cirgues-en-Montagne községekkel határos.

## Népesség
A település népességének változása:
| Lakosok száma | 253  | 290  | 261  | 261  | 286  | 292  | 286  | 255  | 252  | 251  |
|               | 1968 | 1982 | 1990 | 2006 | 2013 | 2015 | 2017 | 2019 | 2020 | 2022 |